# Лучанское (озеро)
Луча́нское — озеро на западе Тверской области в Андреапольском районе на северо-восток от Андреаполя. Принадлежит бассейну Западной Двины. Площадь — 10,0 км², длина — 8,2 км, ширина до 2,5 км. Высота над уровнем моря — 234 метра, длина береговой линии 15,6 километра.
Озеро имеет вытянутую с севера на юг форму. Происхождение озера ложбинное. Берега высокие, живописные, покрыты хвойными и смешанными лесами. На озере несколько островов. В южной части озера на берегах несколько небольших деревень.
В озеро впадает несколько небольших речек, из самой южной точки озера вытекает короткая река Говшица, уже через 5 километров впадающая в Волкоту.
Озеро имеет рекреационный потенциал.
В древнерусскую эпоху на северо-восточном берегу озера находился, согласно одной из гипотез, смоленский податной центр Лучин, после которого долгое время сохранялся погост Лучане.